# Třída Wolf
Třída Wolf (jinak též třída Fret) byla třída torpédoborců nizozemského námořnictva z období první světové války. Vyvinuty byly pro operace v Nizozemské východní Indii. Celkem bylo postaveno osm jednotek této třídy. Nizozemsko je provozovalo v letech 1911–1934. Byly to první sériově stavěné nizozemské válečné lodě poháněné parními turbínami.

## Stavba
Celkem bylo objednáno osm jednotek této třídy. Do jejich stavby se zapojily loděnice De Schelde ve Vlissingenu a Fijenoord ve Schiedamu. Do služby byly přijaty v letech 1911–1914.
Jednotky třídy Wolf:
| Jméno           | Loděnice   | Založení kýlu | Spuštěna | Vstup do služby | Osud          |
| --------------- | ---------- | ------------- | -------- | --------------- | ------------- |
| Wolf (134)      | De Schelde | 1909          | 1910     | 1911            | Vyřazen 1924. |
| Fret (135)      | De Schelde | 1909          | 1910     | 1911            | Vyřazen 1922. |
| Bulhond (140)   | De Schelde | 1910          | 1911     | srpen 1912      | Vyřazen 1927. |
| Jakhals (141)   | De Schelde | 1910          | 1912     | červenec 1912   | Vyřazen 1928. |
| Lynx (145)      | De Schelde | 1911          | 1912     | červenec 1913   | Vyřazen 1928. |
| Hermelijn (146) | De Schelde | 1911          | 1913     | červenec 1913   | Vyřazen 1925. |
| Vos (93)        | Fijenoord  | 1912          | 1913     | únor 1914       | Vyřazen 1928. |
| Panter (94)     | Fijenoord  | 1912          | 1913     | 1914            | Vyřazen 1934. |

## Konstrukce

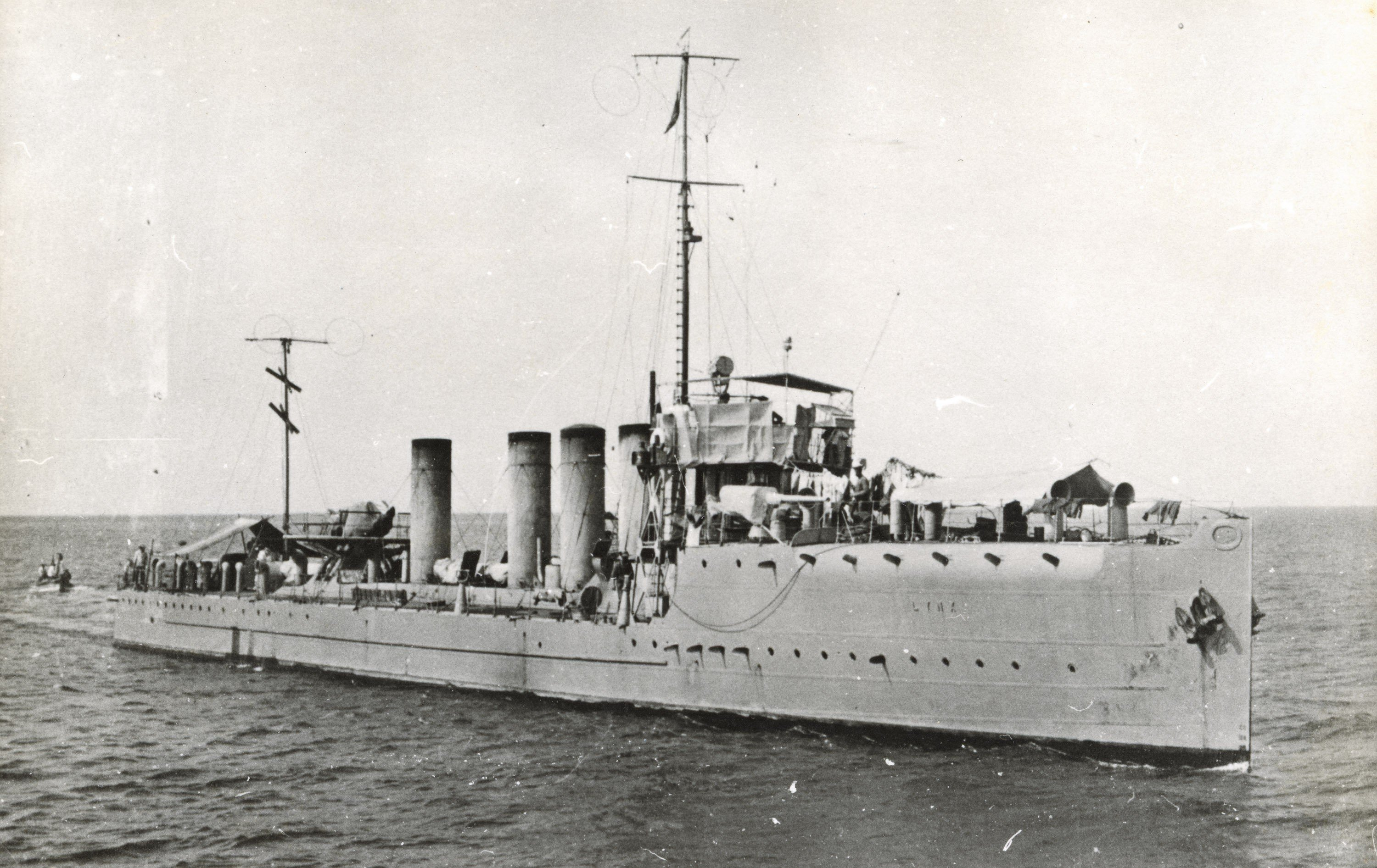
Lynx (145)

Výzbroj tvořily čtyři 75mm kanóny, čtyři 7,9mm kulomety a dva 450mm torpédomety. Pohonný systém tvořily čtyři kotle Yarrow a dvě parní turbíny Krupp-Germania o výkonu 8500 hp, pohánějící dva lodní šrouby. Nejvyšší rychlost byla 30 uzlů. Dosah byl 2360 námořních mil při rychlosti 8,5 uzlu.